# ロン・ボッティータ
ロン・ボッティータ（Ron Bottitta、1960年12月25日 - ）は、イギリスの俳優である。舞台を中心に活動しているが、映画やテレビにも端役で出演している。

## フィルモグラフィ

### 映画
- イン・グッド・カンパニー In Good Company （2004年）
- 最後に恋に勝つルール A Lot Like Love （2005年）
- Mr.&Mrs. スミス Mr. & Mrs. Smith （2005年）
- ジャン＝クロード・ヴァン・ダム ザ・ディフェンダー The Hard Corps （2006年） ビデオ映画
- パイレーツ・オブ・カリビアン/ワールド・エンド Pirates of the Caribbean: At World's End （2007年）
- Disney's クリスマス・キャロル A Christmas Carol （2009年）
- 遠距離恋愛 彼女の決断 Going the Distance （2010年）
- トランスフォーマー/ダークサイド・ムーン Transformers: Dark of the Moon （2011年）
- タンタンの冒険/ユニコーン号の秘密 The Adventures of Tintin: Secret of the Unicorn （2011年）

### テレビシリーズ
- ボストン・パブリック Boston Public （2004年） ゲスト出演
- エイリアス Alias （2005年） ゲスト出演
- LOST Lost （2005年 - 2006年） 2話出演
- ER緊急救命室 ER （2007年） ゲスト出演
- ジェリコ 閉ざされた街 Jericho （2007年） 2話出演
- コールドケース 迷宮事件簿 Cold Case （2008年） ゲスト出演
- NCIS 〜ネイビー犯罪捜査班 NCIS: Naval Criminal Investigative Service （2010年） ゲスト出演